# Антоненко, Николай Петрович
Никола́й Петро́вич Анто́ненко (род. 2 сентября 1972) — украинский легкоатлет, член национальной сборной Украины по марафону. Мастер спорта Украины международного класса по лёгкой атлетике.

## Биография
Николай Петрович Антоненко родился и вырос на Украине в г. Северодонецк Луганской области. С 15 лет начал интенсивно заниматься легкой атлетикой. В 1988 году стал Чемпионом Украины на дистанции 5 км среди юниоров, в 1989 году стал Чемпионом СССР по трудовым резервам на дистанции 3 км среди юниоров. В 1993 году поступил в Высшее училище физкультуры и спорта им. С. Бубки и начал свою профессиональную карьеру.

## Основные спортивные достижения
- Мастер спорта международного класса по лёгкой атлетике
- Чемпион Украины на дистанции 5 км среди юниоров (1988)
- Чемпион СССР по трудовым резервам на дистанции 3 км (1989)
- 3-кратный победитель Братиславского марафона среди юниоров (1999, 2000, 2001)[2]
- Победитель марафона Graz-Marathon[нем.] в Австрийском городе Грац (2001)
- Победитель марафона в Балтиморе (2005)[3]
- Чемпион Украины в беге по шоссе на дистанции 10 км (2006)[4]
- Победитель международного марафона Twin Cities Marathon в американском городе Сент-Пол (2007)[5]

## Интервью
- «I was surprised nobody was there»[6]